# NGC 607
NGC 607 – gwiazda podwójna (być może potrójna), znajdująca się w gwiazdozbiorze Wieloryba. Skatalogował ją Heinrich Louis d’Arrest 23 sierpnia 1855 roku, błędnie sądząc, że może być ona obiektem mgławicowym.